# Naoki Ishikawa (karaté)
Pour les articles homonymes, voir Naoki Ishikawa et Ishikawa.
Shihan Naoki Ishikawa (石川直樹), 8e dan de karaté wado-ryu (4 avril 1942 - 21 août 2008), né sur l'île de Karafuto (樺太庁), située en face du nord de l'île japonaise de Hokkaido, et mort à Rotterdam, devint au cours des années 1989-1999 instructeur en chef pour l'Europe de la WIKF (Wado International Karate-Do federation) à la demande de maître Tatsuo Suzuki.

## Biographie
A l'âge de 14 ans, Naoki Ishikawa commence le karaté à Nagoya, sous la tutelle de maître Yajima. À 18 ans il obtient son 1er dan en Karaté Wado-ryu. A 21 ans, il obtient son 2e Dan et le 3e à 24 ans. De 1960 à 1964 il a fait des études d'économie à l'Université Chūkyō à Nagoya où il a obtenu le grade de Bachelier. Ishikawa se rendit ensuite en Europe à la demande de Teruo Kono (1934-2000) pour promouvoir le karaté Wado. En 1970, le premier syndicat est créé avec l'Europe Wado Kai, et Shihan Ishikawa en est le secrétaire général de 1970 à 1978. Naoki Ishikawa a enseigné aux Pays-Bas, en Belgique, en Allemagne, en Angleterre et en France. Il a un fils, Hiroki, 3e dan, né le 15 mai 1981.